# Bikkessy Heinbucher József
Bikkessy Heinbucher József (1767. Pozsony – 1833. Grác), magyar festő.

## Pályafutása
A Habsburg Birodalom katonatisztjeként, a bécsi mérnöki akadémián tanult, később a térképrajzoló lett. A hadsereg katonájaként a soknemzetiségű birodalom több vidékén is szolgált. Munkásságának fő témája a korszak paraszti öltözködési kultúrája, az ország egyes vidékeinek és társadalmi csoportjainak jellegzetes viselete. 
Műveit 1816 és 1820 között Bécsben jelentette meg A Magyar és Horváth országi Leg nevezetesebb Nemzeti Öltözetek című albumában. 
1822-ben telepedett le Bécsben, később Grácban lakott. Az általa alkotott festmények és rajzok forrásértékűek a néprajztudomány korszakkal foglalkozó szakemberei számára.